# Med örat mot jorden
Med örat mot jorden är ett studioalbum av Thomas Wiehe och Staffan Westerberg, utgivet 1980 på Silence Records (skivnummer SRS 4661). Albumet baseras på Utbildningsradions TV-serie från 1979 med samma namn. Det innehåller musik och berättelser och har undertiteln Ett musikaliskt rymdäventyr. Det utgavs som en dubbel-LP.
Musiken spelades in i Radiohuset av Olle Bolander och de berättande partierna i Decibel Studios av Olle Larsson. Musiken mixades av Anders Lind och Wiehe och berättelserna av Lind och Eva Wilke, båda i Silence Studios. Albumet mastrades av Peter Dahl och omslaget gjordes av Wilke. Distributionen sköttes av SAM-distribution.
Som musiker medverkade Wiehe, Kjell Westling, Turid Lundqvist och Ellika Lindén. Lindén medverkade även som röstskådespelare tillsammans med Westerberg och Majlis Granlund. Berättare var Westerberg.

## Låtlista
Musik: Thomas Wiehe, text: Staffan Westerberg.
Sida A
1. "Vinden andas än i skogen"
2. "Först en knopp"
3. "I en fallande sten"
4. "Linda Lund"
5. "Nertrampningens musik"
6. "Människan vill uppåt"

Sida B
1. "Visan om antilopkvinnan"
2. "Byggherrens musik"
3. "Kom till ro"
4. "Måsens visa"
5. "Trattgrammofonens visa"
6. "Frusna tår"

Sida C
1. "I mitt öra"
2. "Vågor är vi"
3. "Så vacker du är"
4. "Det kommer tre vandrare"

Sida D
1. "Än andas vinden i skogen"
2. "En barnaffär"
3. "Här dansar en gamling"
4. "Kom till ro"
5. "Det kommer tre vandrare"

## Medverkande
- Björn Bergqvist – foto
- Olle Bolander – inspelning
- Peter Dahl – mastering
- Kjell Elgstam – foto
- Majlis Granlund – röstskådespelare
- Olle Larsson – inspelning
- Anders Lind – redigering, mixning
- Ellika Lindén – sång ("Linda Lund"), röstskådespelare
- Turid Lundqvist – sång
- Staffan Westerberg – berättare, röstskådespelare
- Kjell Westling – vind, keyboards
- Thomas Wiehe – gitarr, sång, mixning
- Eva Wilke – artwork, redigering, mixning